# Водоспад (фільм)
«Водоспад» — радянський художній фільм 1973 року, знятий режисером Юрієм Борецьким на кіностудії «Киргизфільм».

## Сюжет
Асан працює бульдозеристом на будівництві дороги. Якось під час вибуху він рятує геолога Крісту від загибелі.

## У ролях
- Чоробек Думанаєв — Асан
- Інгріда Андріня — Кріста
- Асаналі Ашимов — Мамбет Усенов
- Майя Булгакова — Шура
- Валерій Жданов — Петро
- Алмаз Киргизбаєв — Іса
- Джамал Сейдакматова — Айнек
- Совєтбек Джумадилов — Супотаєв
- Садикбек Джаманов — епізод

## Знімальна група
- Режисер — Юрій Борецький
- Сценарист — Леонід Дядюченко
- Оператори — Нуртай Борбієв, Олексій Кім
- Композитор — Б. Макєєв
- Художник — Казбек Жусупов